# スワンソング・レコード
スワンソング・レコード(Swan Song Records)は、1974年5月10日にイギリスのバンド、レッド・ツェッペリンにより設立されたレコード・レーベル。レッド・ツェッペリンだけでなく、プリティ・シングス(Pretty Things)やバッド・カンパニー(Bad Company)も所属していたが、レッド・ツェッペリンの解散とピーター・グラントの健康不良により1983年に活動を停止した。

## 概要
1973年、アトランティックとの契約終了に当たって、レッド・ツェッペリンが契約を延長する代わりに、より表現面での自由を求めて自らレーベルを設立することを決めたことが「スワンソング・レコード」の始まりであった。ツェッペリンのマネージャーであるピーター・グラントが経営の舵取りを任され、「有名なレーベルとは契約できない優れたアーティスト達を救う」ことを経営理念として発足、第1弾として1974年年にプリティ・シングスのアルバムをリリースした。その後、ツェッペリンも6thアルバム『フィジカル・グラフィティ』をリリースする。所属アーティストにはバッド・カンパニー、プリティ・シングス、デイブ・エドモンズなどがおり、ビルボードトップ200内に4枚のアルバムを送り出すなど、それなりの成功を収めていたが、1980年に当のレッド・ツェッペリンが解散、更に経営を任されていたピーター・グラントの健康状態の悪化によって解体に至った。その後、ジミー・ペイジとジョン・ポール・ジョーンズはアトランティックへと戻ったが、ロバート・プラントのみ新たに自らのレーベル「エス・パランザ・レコード(Es Paranza Record)」を設立した。

## レーベル名の由来
レッド・ツェッペリンのバラードの新曲を聴いたエンジニアが「まるでスワン・ソングだ…」と感嘆して呟いたことから由来する。「スワン・ソング」とは、白鳥が死ぬ間際に発するこの世のものとは思えない程美しい声（あるいは英成句で「辞世の句」に近い意味）のことで、ツェッペリンはその表現をいたく気に入り、その新曲のタイトルにすることを検討したが結局その新曲のタイトルは「テン・イヤーズ・ゴーン(Ten Years Gone)」に落ち着き、「スワン・ソング」の名は冠せられなかった。しかしながら、「スワン・ソング」という表現はその後ジミー・ペイジの頭を離れず、新レーベル発足の際、使用される運びとなったのである。

## レーベルのロゴ
レーベルのロゴはイギリス系アメリカ人の画家、ウィリアム・リマー(William Rimmer)の1869年の作品『Evening, Fall of Day』を基にしている。この作品はギリシア神話のアポロの物語をテーマにしたもので、よく間違えられるが『イカロス（或いはイカルス）』の物語を描いたものではない。また、『ルシフェル（或いはルシファー）』を描いたものという説も誤りである。

## 会社組織
- 社長(President)：ピーター・グラント(Peter Grant)
  - 在任期間 1974年-1983年
- アメリカ支社長(US Vice-President)：ダニー・ゴールドバーグ(Danny Goldberg)
  - 在任期間 1974年-1976年
- イギリス支社長(UK Vice-President)：エイブ・ホック(Abe Hock)
  - 在任期間 1974年-1976年
- 副社長(Vice－President)：アラン・カラン(Alan Callan)
  - 在任期間 1977年-1983年